# Aujols
Aujols ist eine französische Gemeinde mit 376 Einwohnern (Stand 1. Januar 2022) im Département Lot in der Region Okzitanien (vor 2016: Midi-Pyrénées). Die Gemeinde gehört zum Arrondissement Cahors und zum Kanton Marches du Sud-Quercy.
Es gibt verschiedene Theorien über die Herkunft des Namens der Gemeinde. Er könnte vom okzitanischen mas des aujòls (deutsch Mas der Vorfahren) abgeleitet sein oder aber eine Senke als Ableitung des lateinischen Worts alveolus (deutsch Mulde) bezeichnen. Die alten Formen des Namens, die in den Inventarlisten der Kirche im Mittelalter anzutreffen sind, Aviolibus, Viols oder Aviols, lassen an ein Diminutiv des lateinischen Worts via (deutsch Weg, Straße) denken.
Die Einwohner werden Aujolais und Aujolaises genannt.

## Geographie
Aujols liegt circa zehn Kilometer südöstlich von Cahors in dessen Einzugsbereich (Aire urbaine) in der historischen Provinz Quercy im Regionalen Naturpark Causses du Quercy.
Umgeben wird Aujols von den fünf Nachbargemeinden:
|                 | Arcambal                                    |            |
| Flaujac-Poujols | Kompassrose, die auf Nachbargemeinden zeigt | Esclauzels |
|                 | Laburgade                                   | Cremps     |

Aujols liegt im Einzugsgebiet des Flusses Garonne. Der Tréboulou, ein Nebenfluss des Lot, bildet die natürliche Grene zur westlichen Nachbargemeinde Flaujac-Poujols.

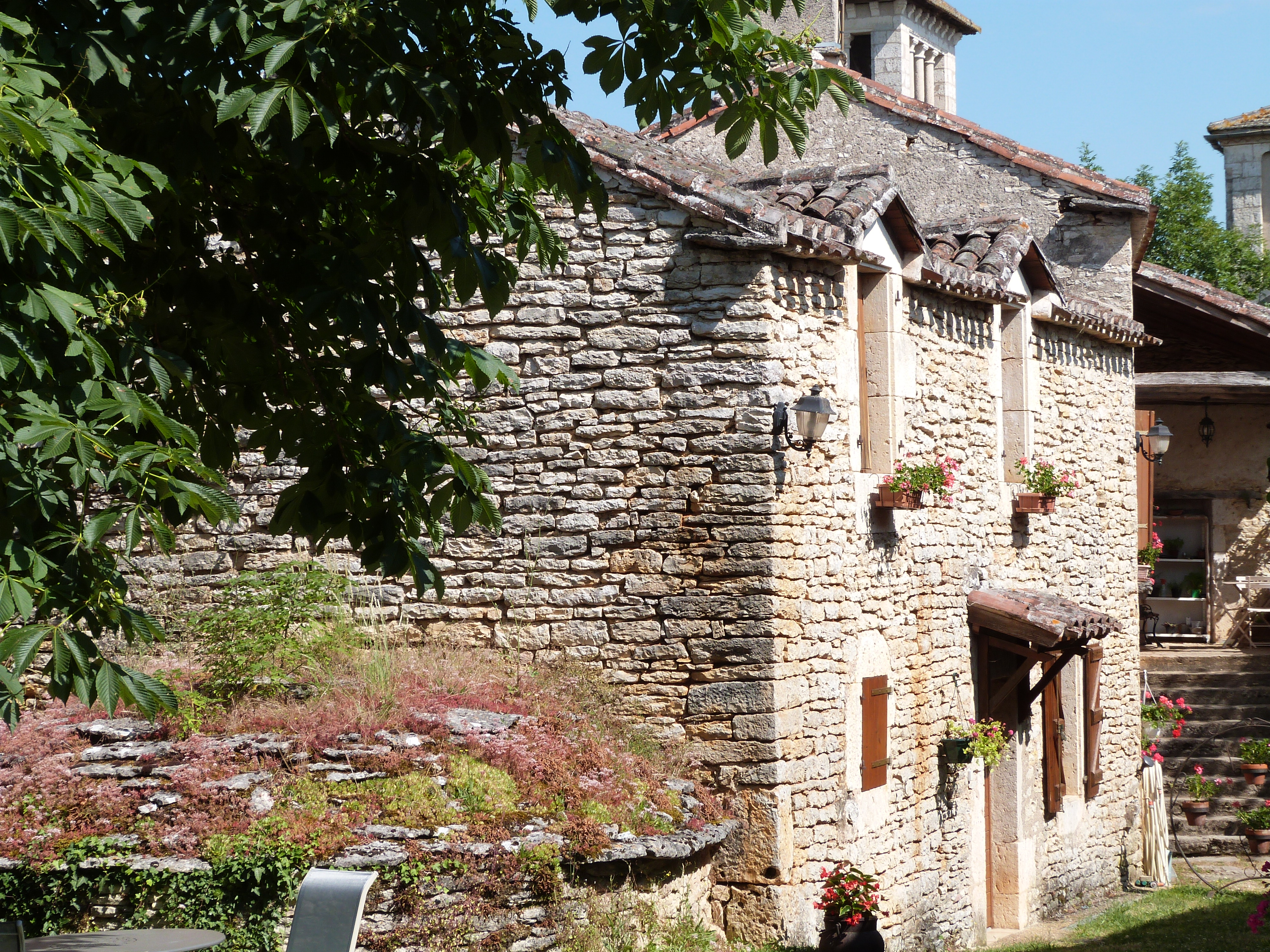
Haus in Aujols

## Geschichte
Die erste Erwähnung des Lehens von Aujols mit der Familie Cardaillac als Grundherren erfolgte im 13. Jahrhundert. Die Hauptlinie de Bioule der Familie und die Nebenzweige de Saint Cirq und Cieurac huldigten im Jahre 1252 dem Domkapitel von Cahors für ihre zahlreichen Besitzungen im Gebiet, Bertrand de Cardaillac-Bioule dabei für das Lehen von Aujols. Die Familie Cardaillac-Bioule ließ in der zweiten Hälfte des 13. Jahrhunderts die Burg errichten. Die Situation des Dorfes nach dem Hundertjährigen Krieg stellte sich ähnlich der meisten Dörfer des Quercy dar. Den Aufzeichnungen nach war das kleine, einst aufblühende Dorf verwüstet und von seinen Bewohnern verlassen. Im Jahre 1455 stellte Jean de Cardaillac-Saint-Cirq das Lehen wieder her, bevor er neue Bewohner zur Ansiedlung ermunterte. Im Jahre 1543 huldigte Antoine de Cardaillac dem Domkapitel von Cahors erneut für Saint Cirq, Cieurac, Concots und Aujols. Am Ende des 15. Jahrhunderts verloren die Cardaillac-Bioules die Grundherrschaft von Aujols und verließen die Burg. Im Jahre 1631 verkaufte Antoine de Fontanges, Seigneur von Laroque-des-Arcs, die Hälfte des Lehens. Der Weinbau spielte eine große Rolle im Wirtschaftsleben von Aujols bis zum Befall der Reblaus in den 1880er Jahren, der alle Weinstöcke vernichtete. Die Landwirtschaft verlagerte sich teilweise auf den Anbau von Trüffel, der seine Blütezeit zu Beginn des 20. Jahrhunderts kannte. Nach dem Ersten Weltkrieg setzte ein Niedergang ein, der sich aus dem Verlust von Know-how und Arbeitskräften als Folge des Krieges und aus der Landflucht erklären lässt. Diese hatte ihren Anfang bereits um 1900 mit der Anbindung der Eisenbahn. Nach dem Ersten Weltkrieg wechselte die ländliche Bevölkerung ihre Wohnorte, um in den Städten zu arbeiten, und in den 1930er Jahren sorgte die Mechanisierung der Landwirtschaft für einen sinkenden Bedarf an Arbeitskräften.

## Einwohnerentwicklung
Nach Beginn der Aufzeichnungen stieg die Einwohnerzahl bis zur ersten Hälfte des 19. Jahrhunderts auf einen Höchststand von rund 670. In der Folgezeit sank die Größe der Gemeinde bei kurzen Erholungsphasen bis zu den 1970er Jahren auf rund 150 Einwohner, bevor sich eine Wachstumsphase einstellte, die bis heute andauert.
| Jahr      | 1962 | 1968 | 1975 | 1982 | 1990 | 1999 | 2006 | 2011 | 2022 |
| --------- | ---- | ---- | ---- | ---- | ---- | ---- | ---- | ---- | ---- |
| Einwohner | 191  | 166  | 148  | 192  | 197  | 243  | 268  | 319  | 376  |

## Sehenswürdigkeiten

### PfarrkircheSaint-Jean-Baptiste

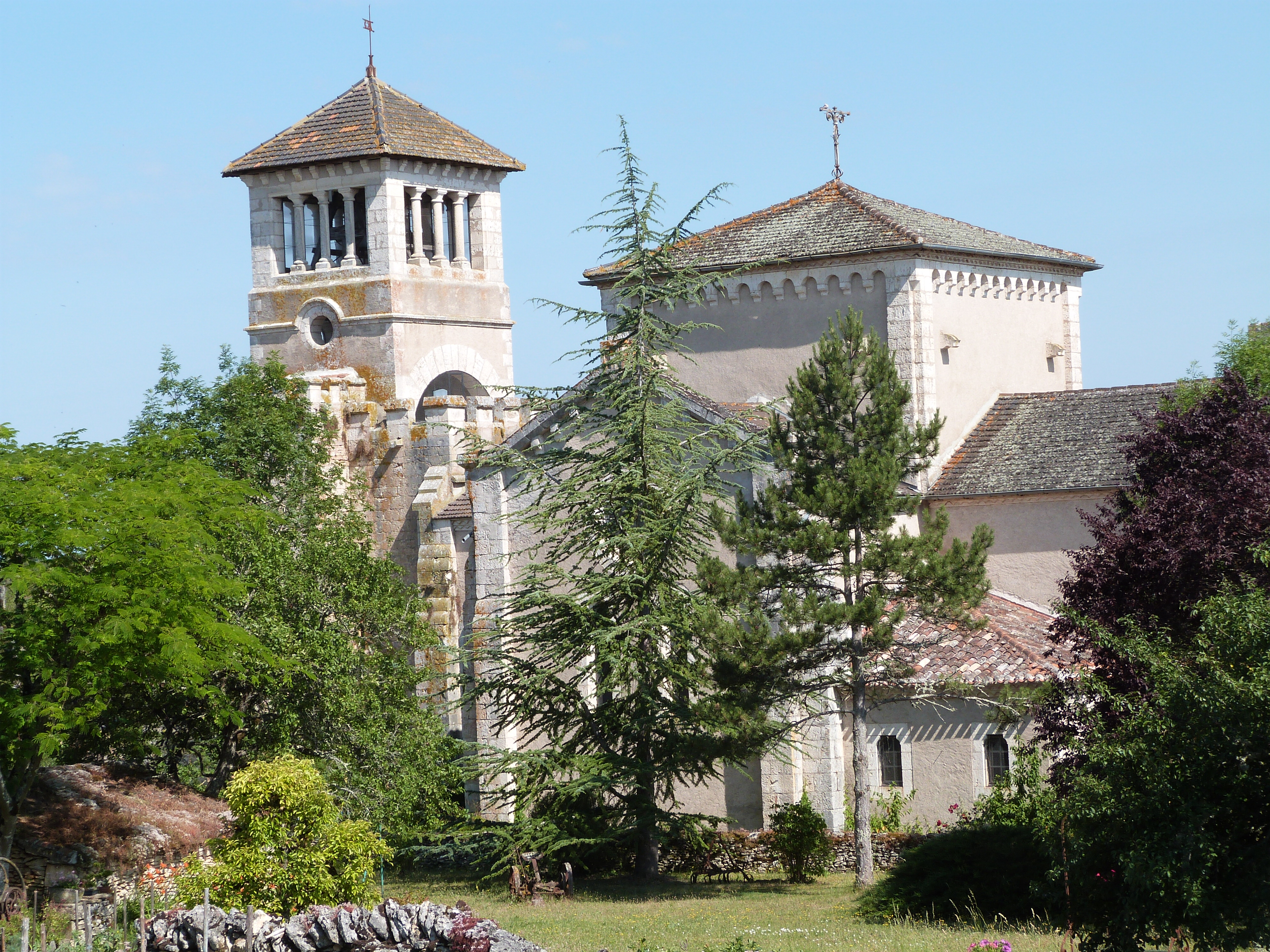
Pfarrkirche Saint-Jean-Baptiste, Südseite

Die Johannes dem Täufer geweihte Kirche gehörte dem Bischof von Cahors außer in der Zeit vom Ende des 14. Jahrhunderts bis 1475, als die Familie Larroque-Toirac die Pfarrgemeinde besaß. Die Kirche war Teil eines Priorats, das dem Domkapitel von Cahors unterstand, und wurde 1611 von Bischof Siméon de Popian an das
Jesuitenkolleg von Cahors geschenkt.
Von der romanischen Bauwerk ist das Joch des Langhauses übrig geblieben, über dem sich der Glockenturm erhebt und das aus dem Ende des 12. oder dem Beginn des 13. Jahrhunderts stammt. Auf Antrieb der Pfarrer Cyprien Doucet (1868–1881) und Roquetanière (1881–1907) und anlässlich der Anlage einer Straße wurde die Kirche nach Osten zu einem Grundriss eines griechischen Kreuzes erweitert. Im Westen wurde dabei die Fassade neu gebaut, und der Glockenturm wurde um zwei Ebenen erhöht. Die Glasfenster sind von Gibert aus Montauban signiert.
Ein Treppenhaus ist südlich an den Glockenturm angebaut. Dieser ist mit Zinnen versehen und wird von einem schlankeren Teil im Stil eines Belfrieds bekrönt. Das Querschiff ist mit einer Kuppel bedeckt. Die neuromanische Apsis schließt flach ab.
Viele Ausstattungsgegenstände der Kirche, die aus dem 17. bis 19. Jahrhundert stammen, sind als Monument historique eingeschrieben.

### Burgruine

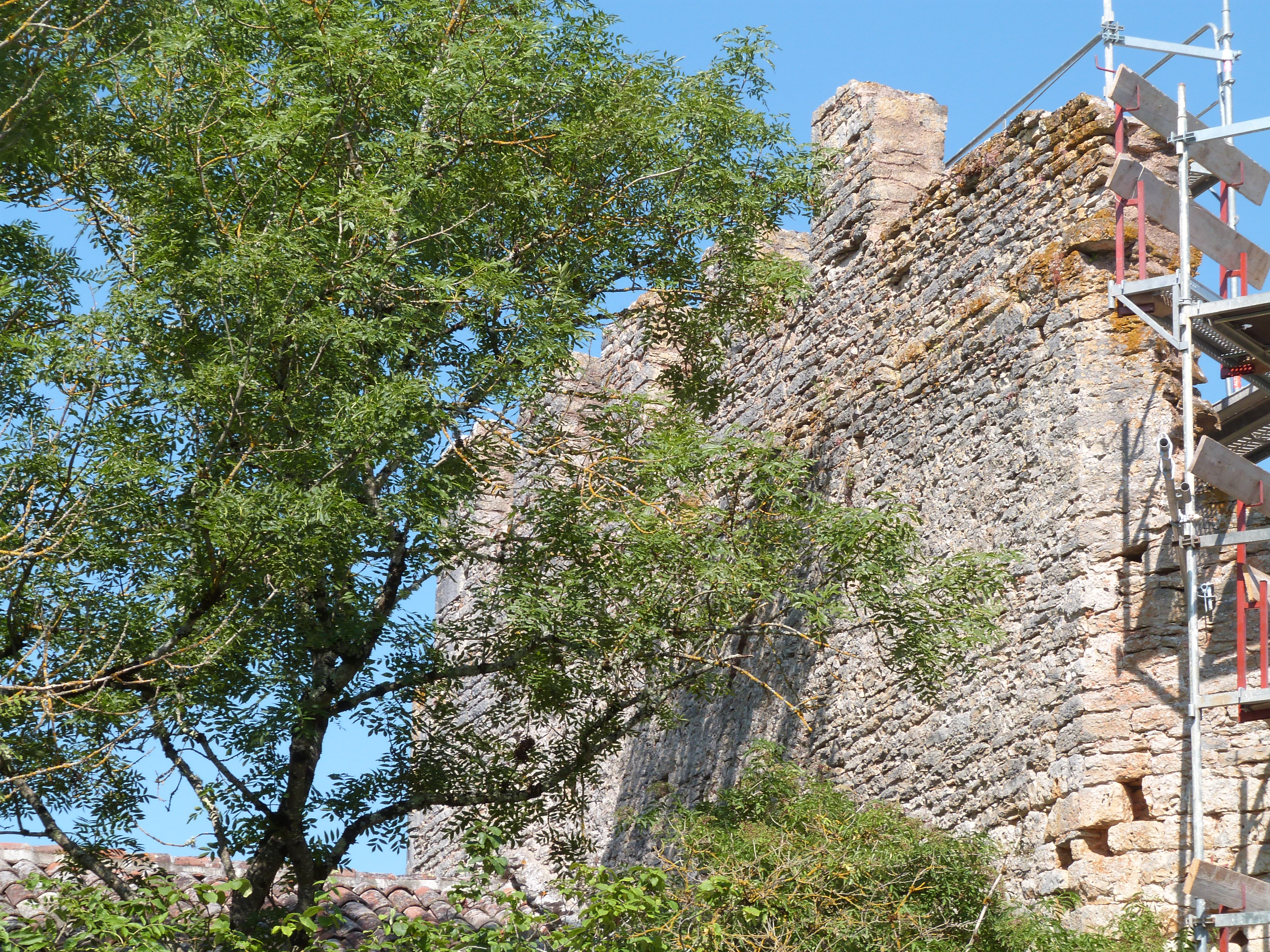
Burgruine

Die Burg wurde in der zweiten Hälfte des 13. Jahrhunderts auf der höchsten Stelle des Dorfzentrums errichtet. Der frühere Wohntrakt der Burg befand sich in unmittelbarer Nähe zur Pfarrkirche. Ein Dokument aus dem Jahr 1310 besagt, dass die Pfarrmitglieder die Burg durchqueren mussten, um zur Kirche zu gelangen. Die Burg wurde auf Befehl des französischen Königs Ludwig XI. geschleift, um Raymond de Cardaillac zu bestrafen, der sich auf die Seite seines Widersachers, des Herzogs von Berry, geschlagen hatte. Seitdem sind nur noch die westliche und die nördliche Mauer verblieben. Die Burgruine wird heute Les Crénaux (deutsch die Zinnen) genannt.
Zu Beginn des 19. Jahrhunderts wurde ein Landhaus mit zwei Haushälften, jede mit ihrer eigenen Außentreppe, hinter der zinnenbewehrten Fassade im Innenraum des ehemaligen Wohntrakts gebaut. Dieser hat sich gegenüber dem ursprünglichen Ausmaß des mittelalterlichen Gebäudes bereits erheblich verringert. Anhand des spitzbogenförmigen Eingangs, der später durch den Bau im 19. Jahrhundert verstellt wurde, lässt sich die Verkleinerung vor das 16. Jahrhundert datieren. Trotz der späteren Umbauten lässt sich anhand der beiden verbliebenen Mauern das mittelalterliche Bauwerk rekonstruieren. Es besaß zwei Ebenen bei einer Breite von 15 Metern und einer Tiefe von 16 Metern. Eine breite spitzbogenförmige Tür mit einem kleinen, danebenliegenden Fenster in der Nordfassade gewährte den Zugang zu einem ersten schmalen und niedrigen Saal mit drei Wandnischen und mindestens drei kleinen Fenstern. Zwei andere, weiter entfernt liegende Fenster in der Fassade ließen Licht in eine zweite Aufteilung fallen, die heute verschwunden ist und von der heute nur eine Abtrennung in der Wand zu erkennen ist. Reste einer zweiten Tür an der Nordfassade weisen auf einen dritten Raum hin, der früher möglicherweise ein Durchgang war. Auf der ersten Etage wurde der Raum in der Querlinie eingeteilt, so dass ein Saal entstand, der sich auf der gesamten Länge der Nordfassade erstreckte. Diese Annahme wird durch fünf, heute teilweise zugemauerten Fenster unterstrichen, die auf einer Reihe auf einer durchgehenden Fensterbank stehen und mit Okuli in Form von Vierpassen verziert sind. Die Fassade wird durch die Zinnen oben abgeschlossen, die sicherlich oberhalb der Verdachung lagen. Eine Wehrgang war versehen, dessen Zugang unklar ist. Es kann sich um eine vorkragende Hurde handeln, wie einige Holzreste erkennen lassen.
Die Burgruine ist seit dem 25. Juni 1929 als Monument historique eingeschrieben.

### WaschplätzePapillon

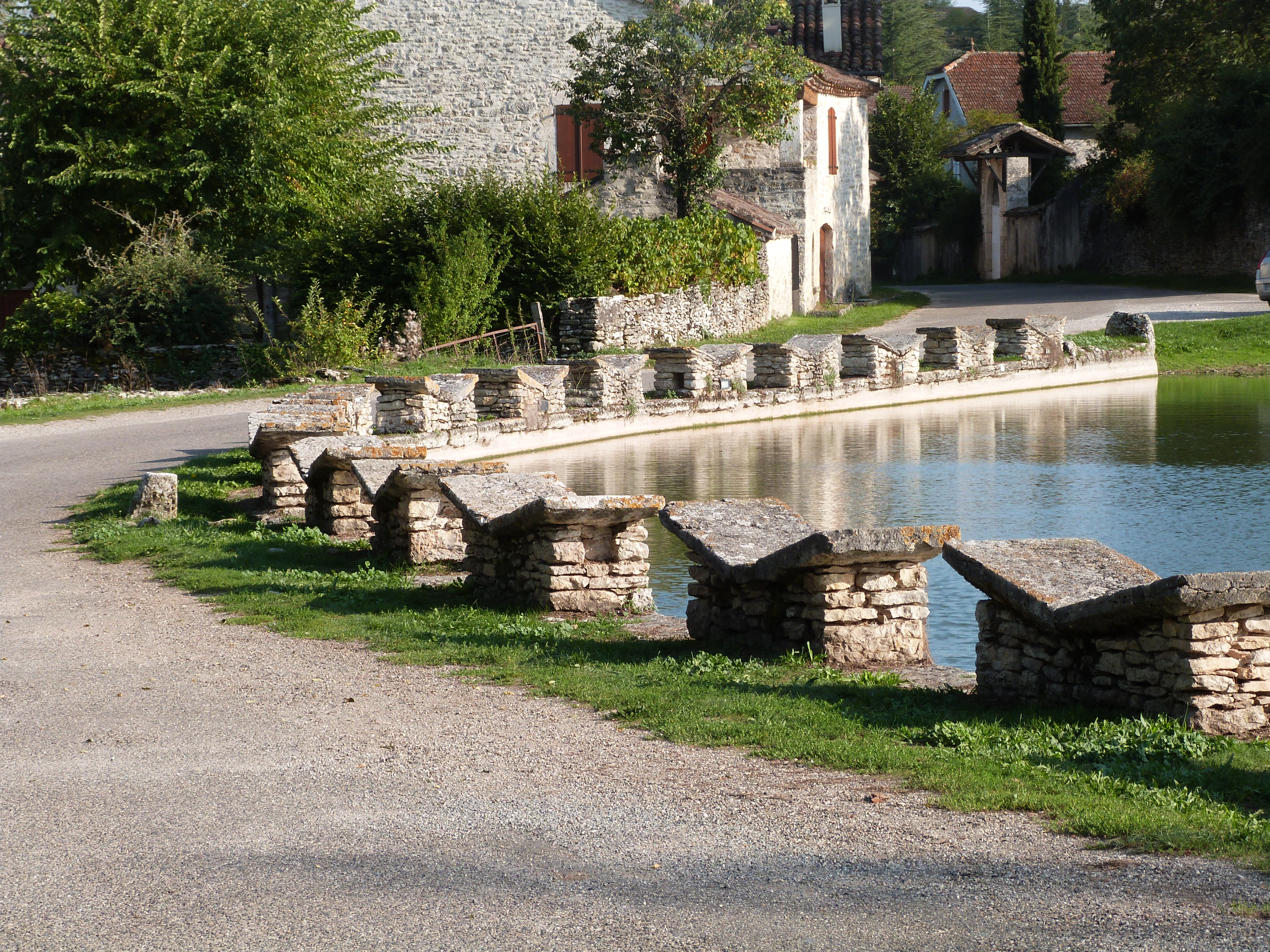
Waschplätze Papillon

Im 19. Jahrhundert entwickelte sich das Zentrum der Gemeinde weg vom mittelalterlichen Standort bei der Pfarrkirche und der Burg und hin rund um einen kleinen See, der von 20 öffentlichen Waschplätzen umsäumt wird. Der See wurde im Jahre 1870 vergrößert, so dass bei Niedrigwasser der ehemalige zentrale Waschplatz zum Vorschein kommt. Der Name Papillon (deutsch Schmetterling) kommt durch die V-Form der Kalkplatte, vor der die Person kniete, um vor allem große Wäschestücke zu waschen. Jede Familie hatte ihren eigenen Waschplatz. Einmal gewaschen, wurde die Wäsche rund um den Waschplatz oder auf der Wiese darunter zum Trocknen ausgebreitet. Der kleine See diente außerdem als Tränke. Der Anschluss der Häuser an ein Frischwassersystem in den 1950er Jahren führte zum Rückgang der Nutzung.

## Wirtschaft und Infrastruktur

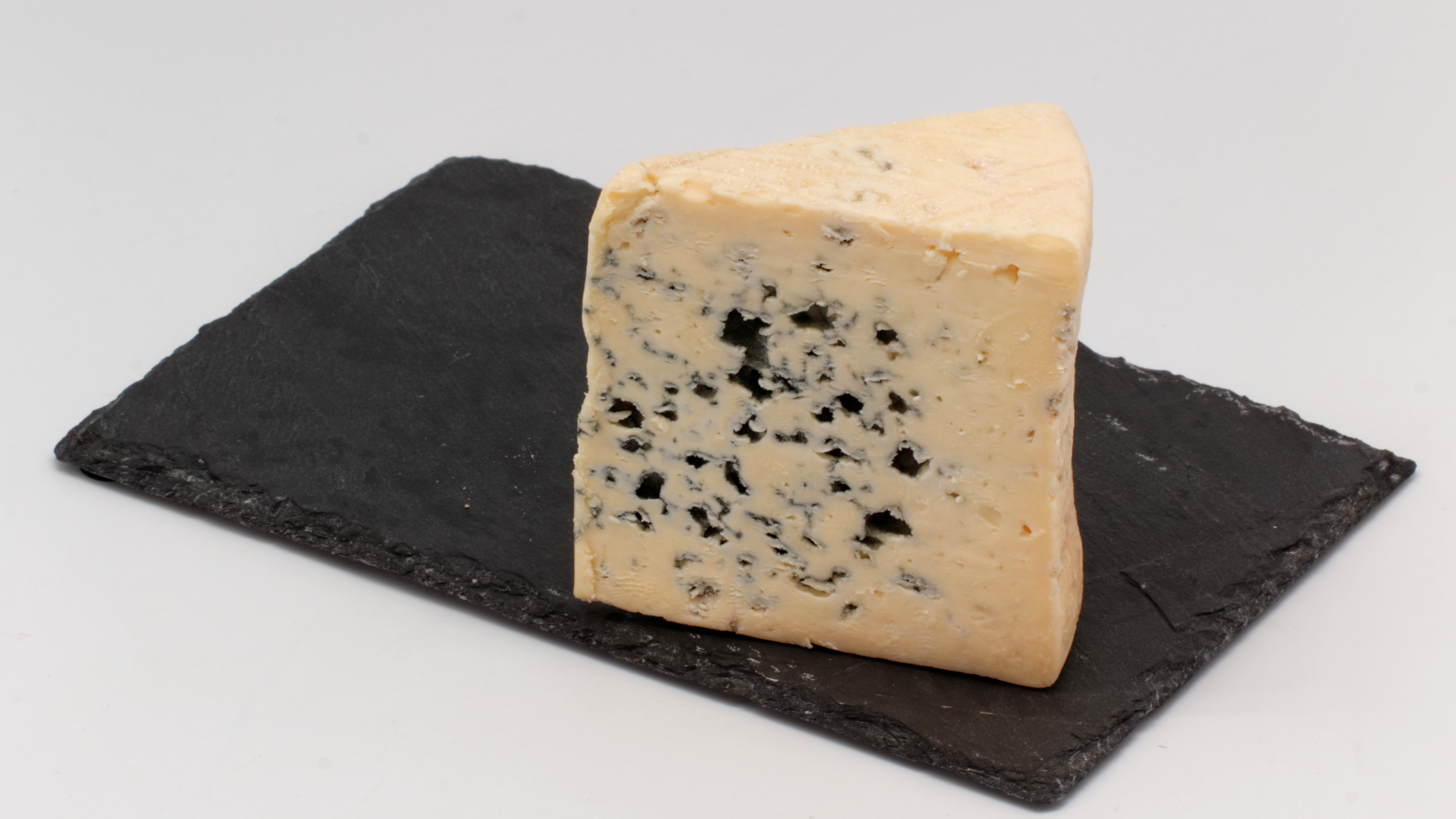
Blauschimmelkäse Bleu des Causses
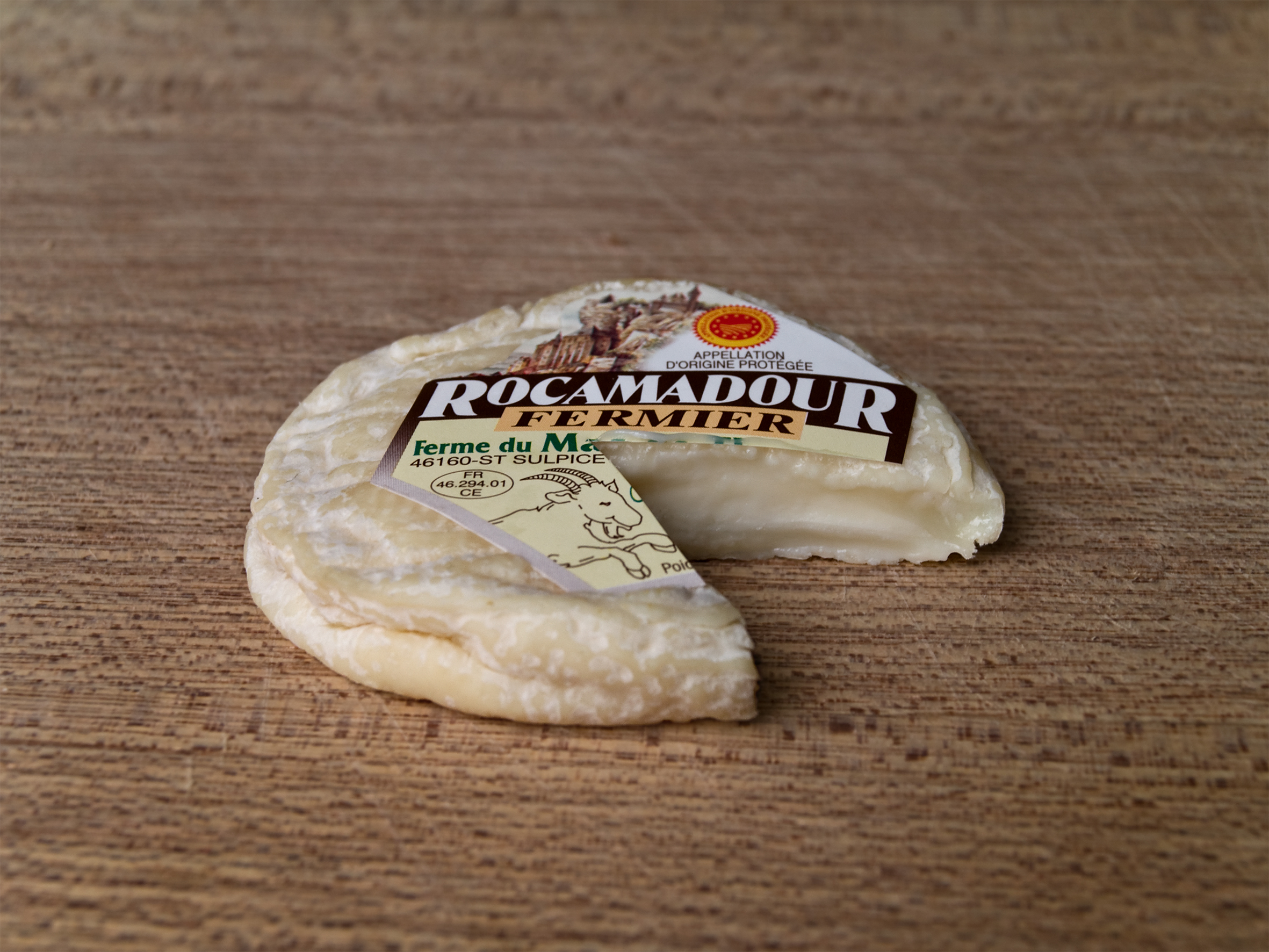
Rocamadour-Käse

Aujols liegt in den Zonen AOC des Blauschimmelkäses Bleu des Causses und des Rocamadour, eines Käses aus Ziegenmilch.

### Bildung
Die Gemeinde verfügt über eine öffentliche Grundschule mit 23 Schülerinnen und Schülern im Schuljahr 2018/2019.

### Verkehr
Aujols ist erreichbar über die Routes départementales 10, 49 und 911, die ehemalige Route nationale 111.
Die Autoroute A20, genannt L’Occitance, streift das Gemeindegebiet an der Grenze zur Nachbargemeinde Flaujac-Poujols ohne Ausfahrt.

## Persönlichkeiten
André Nouyrit, geboren am 17. November 1940 in Cahors, ist ein Maler und Bildhauer. Er lebt seit 1978 in Aujols.